# Robert Rogers Blake
Pour les articles homonymes, voir Robert Blake et Blake.
 (mars 2015).
 (octobre 2017).
Si vous disposez d'ouvrages ou d'articles de référence ou si vous connaissez des sites web de qualité traitant du thème abordé ici, merci de compléter l'article en donnant les références utiles à sa vérifiabilité et en les liant à la section « Notes et références ».
Robert Rogers Blake, né le 21 janvier 1918 et mort le 20 juin 2004, est un professeur à l'université d'Austin au Texas, et essayiste américain, qui, avec Jane Srygley Mouton (1930-1984), a inventé et développé la  grille managériale Blake et Mouton

## Biographie
Il a un doctorat en psychologie industrielle.
Avec Jane Srygley Mouton (1930-1984), ils ont appliqué leur paradigme à :
- Le management et le leadership ;
- La culture d'entreprise ;
- La vente ;
- Le mariage ;
- La culture d'équipe.

### Les deux dimensions du management (1964)
Se basant sur les résultats obtenus par Rensis Likert — quatre styles de management se déployant sur un continuum linéaire —  Robert Blake et Jane Mouton imaginent de les représenter sur deux axes orthogonaux,,.

## Le darwinisme de l'entreprise (1966)
Trois styles ponctuant son évolution:
- Autocratique (9,1)
- Bureaucratique (5,5)
- Dynamique (9,9)

### Les deux dimensions de la vente (1970)
Blake et Mouton ont également appliqué leur paradigme à la vente. Il y a alors deux grilles : celle du vendeur et celle de l'acheteur. La vente résulte de l'interaction des deux, le style de vente qui maximise les chances de réussite étant le style 9,9

### La grille du vendeur
Le vendeur a deux préoccupations :
- l'intérêt pour la réalisation de la vente
- l'intérêt pour le client

ce qui lui donne la possibilité d'adopter cinq styles :
- Le vendeur agressif
- Le vendeur philanthrope
- Le vendeur indifférent
- Le vendeur routinier
- Le bon vendeur (Problem-Solving Orientation)

#### La grille du client ou de l'acheteur
Le client ou l'acheteur également, avec cinq styles possibles (avec une terminologie qui a beaucoup évolué en quarante ans) :
- Acheteur sur la défensive
- Acheteur crédule
- Acheteur indifférent
- Acheteur sur image de marque et références
- Acheteur averti[8]. (Solution Purchaser)

#### Efficacité des styles de vente
La rencontre du vendeur et du client,.
Le vendeur est là pour former l'acheteur à être un bon (sound) acheteur

### La grille du mariage  (1971)
La « Marriage Grid »,

### Le Cube de la critique constructive (1978)
Une méthodologie du débriefing.
The Critique Cube.

### Synergogy(1984)
Comment apprendre ensemble.

### La3edimensiondu management  (1985)
C'est la culture de l'organisation

### Les sept cultures d'équipe (1987)
Un livre : Culture d'équipe. La grille des équipes gagnantes, 
Avec le temps, l'analyse de Blake et de Mouton s'affine et ils distinguent sept styles[Quoi ?].
Ils introduisent  sous le nom de  « motivation » un facteur explicatif de la genèse des styles chez chacun.